# Руђиноаса (Бузау)
Руђиноаса (рум. Ruginoasa) насеље је у Румунији у округу Бузау у општини Браешти. Oпштина се налази на надморској висини од 537 m.

## Становништво
Према подацима из 2002. године у насељу је живело 104 становника, од којих су сви румунске националности.